# Geissorhiza scillaris
Geissorhiza scillaris är en irisväxtart som beskrevs av Albert Gottfried Dietrich. Geissorhiza scillaris ingår i släktet Geissorhiza och familjen irisväxter. Inga underarter finns listade i Catalogue of Life.